# Roman Švamberg
Roman Švamberg (10. prosince 1986, Československo - 14. dubna 2012, Čerčany, Česko) byl český fotbalový obránce. S fotbalem začínal v pražské Slavii v 6 letech , prošel všemi mládežnickými kategoriemi až do B týmu, kde dělal i kapitána mužstva.Byl vytažen do A mužstva, ovšem zde neodehrál ani jedno utkání. V roce 2009 přestoupil do klubu FC Graffin Vlašim, kde postoupil s týmem do 2. ligy.Zde patřil mezi hlavní opory klubu v sezóně 2009/10. Odehrál celkem 21 zápasů. Mladý obránce, v té době působící na hostování v klubu FC Velim, tragicky zahynul při autonehodě v okrese Benešov.

## Klubové statistiky
| Sezona | Klub              | Země  | Soutěž  | Zápasy | Góly |
| ------ | ----------------- | ----- | ------- | ------ | ---- |
| 07/08  | SK Slavia Praha   | Česko | 1. liga | ?      | ?    |
| 08/09  | SK Slavia Praha   | Česko | 1. liga | ?      | ?    |
| 09/10  | FC Graffin Vlašim | Česko | 2. liga | 21     | 0    |
| 10/11  | FC Graffin Vlašim | Česko | 2. liga | ?      | ?    |
| 11/12  | FC Graffin Vlašim | Česko | 2. liga | ?      | ?    |
|        | celkem            |       |         | 21     | 0    |